# Arancón
Arancón – jest hiszpańskim miastem w regionie Kastylia i León położonym w prowincji Soria.